# Néstor Jucup
Néstor Jucup (nació el 26 de febrero de 1989 en la ciudad de Quetzaltenango, Guatemala). Es un jugador de fútbol que actualmente milita en el club Club Deportivo Guastatoya de la Liga Nacional de Guatemala.

## Trayectoria
Néstor es un jugador que juega en el medio campo, militó en las fuerzas básicas del Xelajú Mario Camposeco desde que era pequeño. En 2012 Néstor consigue en Quetzaltenango el torneo clausura de 2012 de la mano del entrenador Hernan Medford, con el Xelajú Mario Camposeco saliendo campeones de la liga.
En ese mismo año Nestor se marcha hacia Morales Izabal a jugar con el club de Heredia Jaguares.

## Selección nacional
A nivel de selecciones nacionales ha sido convocado a micro siclos con Selección de fútbol de Guatemala, y ha jugado partidos en categorías Sub-17, Sub-20, Sub-21 y Sub-23.

## Clubes
| Club                    | País      | Año           |
| ----------------------- | --------- | ------------- |
| Xelaju Mario Camposeco  | Guatemala | 2009 - 2012   |
| Heredia Jaguares        | Guatemala | 2012 - 2013   |
| Xelaju Mario Camposeco  | Guatemala | 2013 - 2015   |
| Aurora FC               | Guatemala | 2015-2016     |
| Club Deportivo Sanarate | Guatemala | 2016-2018     |
| Xelaju Mario Camposeco  | Guatemala | 2018-presente |

### Campeonatos y Subcampeonatos Nacionales
| Título                                             | Club                   | País      | Temporada   |
| -------------------------------------------------- | ---------------------- | --------- | ----------- |
| Torneo de Copa                                     | Xelajú Mario Camposeco | Guatemala | 2010 - 2011 |
| Liga Nacional de Fútbol de Guatemala               | Xelajú Mario Camposeco | Guatemala | 2011 - 2012 |
| Subcampeón de Liga Nacional de Fútbol de Guatemala | Heredia Jaguares       | Guatemala | 2012 - 2013 |